# 千々の悲しみ
『千々の悲しみ』（ちぢのかなしみ、Mille Regretz）は、ルネサンス時代のフランコ＝フランドル楽派の世俗ポリフォニー歌曲（シャンソン）である。ジョスカン・デ・プレ作曲とされているが異説もある。16世紀のうちにさまざまな編曲が現れ、現在もよく知られている。
『千々の悲しみ』は皇帝カール5世のお気に入りの曲でもあった。

## 歴史
この4声からなるポリフォニーのシャンソンは1533年にパリでピエール・アテニャンから出版され、作曲者をジョスカン・デ・プレとしている。作詞者については「J. Lemaire」と記されており、詩人ジャン・ルメール・ド・ベルジュの作品であるかもしれない。デイヴィッド・ファローズはジョスカン・デ・プレを作曲者とすることに疑問を呈している。
ジョスカン・デ・プレの『千々の悲しみ』は1536年にカール5世がローマを訪問した時にクリストバル・デ・モラーレスが作曲したミサ曲「Missa Mille Regretz」の着想元になった。『千々の悲しみ』はカール5世のお気に入りの曲だった。
ルイス・デ・ナルバエスが1538年に出版した『デルフィンの六部の譜本』の第三部第六曲「皇帝の歌」(Canción del Emperador)は『千々の悲しみ』のビウエラ編曲である。
ニコラ・ゴンベールは6声(SATTBB)のより複雑な『千々の悲しみ』を作曲した（1540年出版）。
ティールマン・スザートが1551年に出版した曲集『ダンスリー』(Danserye)にもパヴァーヌ『千々の悲しみ』が含まれている。

## 音楽
この哀歌はフリギア旋法で書かれている。

## 歌詞
歌詞は10音節の詩行からなる四行連で、1つの詩行はカエスーラによって4音節と6音節に分かれている。
Mille regretz de vous habandonner,

Et deslongiers vostre fache amoureuse,

Jay si grant doeul et paine doloreuse, 

Quon my verra brief mes jours definer
現代フランス語：
Mille regrets de vous abandonner 

et de quitter votre visage amoureux.

J’ai si grand deuil et peine douloureuse 

qu’on me verra vite mes jours finir.

（あなたと別れ、あなたの愛する顔を遠ざけた千々の悲しみ。かくも深い嘆きと悲しみの中にあり、我が人生も間もなく終わりだろう。）
サラベール版の歌詞は以下のようだった：
Mille regretz de vous abandonner.

Et d'eslonger vostre face amoureuse,

J'ay si grand deuil et peine douloureuse,

Qu'on me verra brief mes jours définer.

## 後世への影響
ルネサンスの作曲家に対する継承・オマージュとして、現代でも同じ歌詞に複数の曲がつけられている。
カナダの作曲家フランソワ＝ユーグ・ルクレールは、オーベルヴィリエ・ラ・クルヌーヴ地方音楽院からの委嘱により1995年に『千々の悲しみについて』(Au regard de Mille regrets)を初演した。2005年にはモントリオールでの演奏のために改訂版が作られた。この作品は混声合唱とフルート・コーラングレ・ホルン・チェロからなる器楽合奏のための曲である。
フランス政府から依頼されたロベール・パスカルの弦楽四重奏曲第3番『千々の悲しみ』は、1998年にリヨンでドビュッシー四重奏団 (fr:Quatuor Debussy) によって初演された。
2020年、ジョスカン・デ・プレ没後500年記念の一環として、2人の若い作曲家がふたたびこの歌詞に作曲した。これらの作品は「À Cœur Joie」という名前のコンクールで披露され、フランス人の作曲家ピエール＝エドゥアール・ペクールの同声合唱のための『千々の悲しみ』が1等、カナダの作曲家レミ・サン＝ジャックの二重混声合唱のための同名の曲が2等を得た。2曲はともにコンデ＝シュル＝レスコーで2022年11月に初演された。コンデ＝シュル＝レスコーはジョスカン・デ・プレの没した地である。

## 関連文献
作家エリック・オルセナは、2008年にストックから出版された小説においてこの曲を暗示している。
- Osanna, Erik (2021). La chanson de Charles Quint. Stock. ISBN 9782234061408